# El Milia
El Milia (em árabe: الميلية) é uma cidade e comuna localizada na província de Jijel, Argélia. Segundo o censo de 2008, a população total da cidade era de 83 931 habitantes.